# Estrella López Sheriff
Pour les articles homonymes, voir López.
Estrella López Sheriff, née le 1er décembre 1992 à Madrid, est une judokate espagnole.

## Carrière
Estrella López Sheriff évolue dans la catégorie des moins de 52 kg. Elle remporte la médaille de bronze des Championnats d'Europe de judo 2020 à Prague.

## Palmarès

### Compétitions internationales
| Année | Compétition           | Lieu   | Résultat | Catégorie      |
| ----- | --------------------- | ------ | -------- | -------------- |
| 2020  | Championnats d'Europe | Prague | 3e       | Moins de 52 kg |